# 伊迪·切卡雷利
伊迪絲·「伊迪」·切卡雷利（英語：Edith "Edie" Ceccarelli；1908年2月5日—2024年2月22日），原姓雷卡尼奧（Recagno），美國超級人瑞，曾為美國在世最年長者及僅次於瑪麗亞·布拉尼亞斯·莫雷拉世上第二年長者。

## 生平
雷卡尼奧於1908年2月5日生於美國加利福尼亞州门多西诺县威利茨，父親為保羅·雷卡尼奧（Agostino Recagno，1874年－1965年），母親為瑪麗亞·彼得羅納維（Maria Petronavi，1881年－1973年），雙方皆為意大利人，於七名兄弟姊妹中排行老大。其父任職伐木工人和鐵路工人，於1916年在威利茨開了一間馬具雜貨店，售買馬車及馬匹用品。她於兒時與弟妹採摘家中附近山谷的馬鈴薯，每天賺取約50美分的收入。
她於1927從威利茨聯合高中（Willits Union High School） 畢業，畢業後學會打籃球和吹奏母親用積蓄買給她的薩氏管，每年夏天到霍普蘭的渡假村工作。1933年11月17日，她與高中戀人、任職記者的埃爾默·基南（Elmer Keenan，1910年－1984年）在尤奇亚結婚，翌年跟丈夫移居至聖羅莎，於當地領養一名女兒，直至1971年丈夫退休後才回到威利茨。基南於1984年過世後，她在1986年與查爾斯·切卡雷利（Charles Ceccarelli）再婚，但查爾斯亦於四年後去世，其養女亦於2003年身故。
她於退休後熱衷於跳舞，到104歲時仍然在報章公開尋找會跳圓舞曲的舞伴且每週都會跳舞。
她於107歲時搬往療養院前一直獨居，於109歲及111歲時先後接受兩次全髖關節置換手術。她於108歲生日時表示她的長壽秘訣為除了每晚喝一杯葡萄酒外煙酒不碰、避免與人爭執、誠實待人、努力工作、感恩生命中的小事。她在威利茨廣受歡迎，每年生日居民們都會陪她慶祝。她亦表示自己喜歡威利茨這一小城市，因為在小城市可以認識更多不同的人。她的健康狀況頗為良好，儘管她年過110歲後因患上阿茲海默症而導致認知官能逐漸衰退，她於114歲生日時仍能藉由助步器行走。老人學研究組織的行政人員及聯絡人羅伯特·揚於2023年10月26日前往療養院拜訪她。
2024年2月22日，剛在十七日前渡過116歲生辰的雷卡尼奧病逝。

## 長壽記錄
- 2022年3月16日，伊迪·切卡雷利以114歲39天之齡，經確認出生資料，被列入金氏世界紀錄承認老年學研究組織的超級人瑞名單中[1]
- 2022年7月2日，114歲230天的米拉·曼高德（Mila Mangold）去世，伊迪·切卡雷利以114歲147天之齡成為加利福尼亞州最年長者。
- 2023年1月3日，115歲57天的貝西·亨德里克斯（Bessie Hendricks）死於COVID-19（其亦為已知最年長的COVID-19病死者），伊迪·切卡雷利以114歲332天之齡成為美國在世最年長者[11]
- 2023年1月17日，118歲340天的露西爾·朗東去世，伊迪·切卡雷利以114歲346天之齡成為在世第三年長者
- 2023年5月25日，114歲340天的黑澤爾·普萊默（Hazel Plummer）過世，伊迪·切卡雷利以115歲109天之齡成為最後一位生於1908年的美國人，但由於1907年出生的瑪麗亞·布拉尼亞斯·莫雷拉生於美國，她並非最年長且生於美國的人
- 2023年12月12日，116歲231天的巽房去世，伊迪·切卡雷利以115歲310天之齡成為在世第二年長者